# Sheila et Bruce
Les prénoms Sheila et Bruce correspondent à des stéréotypes de personnages australiens. Très utilisés dans les plaisanteries, ils désignent une femme et un homme sur des thèmes récurrents de buveurs de bières, avec un très fort accent et globalement idiots.
Le prénom Sheila (parfois orthographié Shelah) est attesté depuis 1832, probablement dérivé de l'argot britannique ou irlandais.
Le prénom Bruce est un des prénoms australiens les plus populaires des années 1960, donc très fréquent dans une certaine classe d'âge, mais il doit sa popularité à un sketch des Monty Python mettant en scène des Australiens tous nommés Bruce.
Au-delà du stéréotype, une Australienne peut être surnommée Sheila et un Australien, Bruce, sans qu'il soit nécessairement fait état d'un stéréotype. Par exemple The Guardian désigne un jour d'élection australienne comme « La journée de Sheila et Bruce ».